# Najat Aâtabou

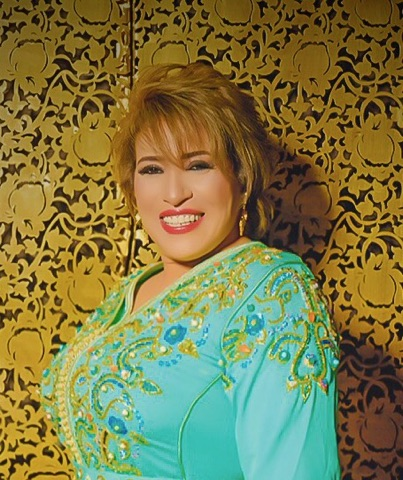
Najat Aâtabou

Najat Aâtabou (arabisch نجاة اعتابو, Zentralatlas-Tamazight ⵏⴰⵊⴰⵜ ⵄⵜⴰⴱⵓ Najat Ɛtabu; * 9. Mai 1960 in Khémisset, Marokko) ist eine marokkanische Komponistin und Sängerin. Sie singt sowohl in arabischer als auch in berberischer Sprache. Von ihren Fans wird sie auch „Löwin des Atlas“ oder „Cesária Évora Marokkos“ genannt.

## Karriere
Zu den Höhepunkten ihrer Laufbahn zählen die Auftritte im Pariser Olympia. Von ihrem ersten Album, dem zu Beginn der 1980er Jahre erschienenen J'en ai marre, wurden mehr als eine halbe Million Exemplare verkauft. Die 2005 erschienene und mit dem Grammy ausgezeichnete Single Galvanize der Chemical Brothers nutzt ein Sample von Aâtabous Lied Hadi Kedba Bayna. Ihr bislang jüngstes Werk erschien 2010.

## Diskografie

### Alben (Auswahl)
- 1991: The Voice of the Atlas
- 1997: Country Girls & City Women
- 1998: Najat Aâtabou
- 2001: La Diva marocaine

### Singles (Auswahl)
- J'en ai marre
- Goul el hak el mout kaina
- Smaato Al Modawana
- Salou Habibi
- Hobbek Waer